# تيبور خليلوفيتش
تيبور خليلوفيتش (بالكرواتية: Tibor Halilović) هو لاعب كرة قدم كرواتي في مركز الوسط، ولد في 18 مارس 1995 في زغرب في كرواتيا. لعب مع فيسوا كراكوف.

## وصلات خارجية
- تيبور خليلوفيتش على موقع الاتحاد الأوربي (الإنجليزية)
- تيبور خليلوفيتش على موقع قاعدة بيانات كرة القدم.إي يو (الإنجليزية)
- تيبور خليلوفيتش على موقع Soccerway.com (الإنجليزية)